# Bandeira do Secretariado da Comunidade do Pacífico
A Bandeira do Secretariado da Comunidade do Pacífico é um dos símbolos da referida organização.

## História

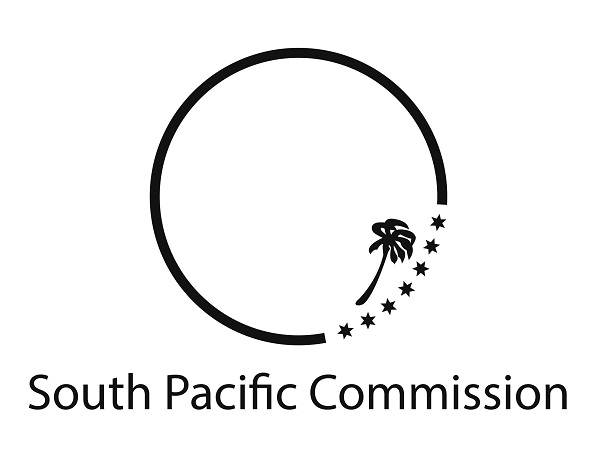
Emblema de 1970 a 2016

Enquanto Comissão do Pacífico Sul o SCP tinha uma bandeira diferente da atual. Azul com um anel branco sendo a parte inferior direita do anel constituída por uma corrente de pequenas estrelas douradas. Dentro do anel, por cima das estrelas, figurava uma pequena palmeira branca. A 6 de Dezembro de 1999 durante uma conferência em Papeete, o SCP adoptou a presente bandeira, constituída por um círculo de estrelas, fechado por um arco.

## Características
Seu desenho consiste em um retângulo na cor azul com o emblema da organização, nas cores branca e azul turquesa, no centro.

## Simbolismo
As estrelas correspondem ao número de membros da organização e o arco representa o secretariado que une os países. Dentro do círculo, um emblema constituído por uma vela, um oceano e uma palmeira. Juntos, a vela e o oceano simbolizam ligação e intercâmbio, a vela representa uma canoa e simboliza movimento e mudança. A palmeira simboliza prosperidade. A intenção do campo azul e das estrelas brancas é representar os céus do Pacífico à noite. A vela, o arco e a onda inferior turquesas simbolizam a juventude e as cadeias de ilhas da região.